# アンダー・ザ・レッド・クラウド
『アンダー・ザ・レッド・クラウド』（Under the Red Cloud）は、フィンランドのヘヴィメタル・バンド、アモルフィスが2015年に発表した12作目のスタジオ・アルバム。

## 背景
オーペス、ソイルワーク、アモン・アマース等との仕事で知られるイェンス・ボグレンがプロデューサーに起用された。女性ボーカリストのアレア・スタンブリッジが3曲にゲスト参加しており、また、「デス・オブ・ア・キング」のパーカッションは元オーペスのマーティン・ロペスによる演奏である。
タイトル曲の歌詞は、スー族の人物レッド・クラウドをモチーフとしている。
日本のJVCケンウッド・ビクターエンタテインメントから限定発売されたデラックス・エディション盤(VIZP-139)のボーナス・ディスクには、2014年10月20日のLOUD PARK 13におけるライヴ録音が収録された。

## 反響・評価
母国フィンランドのアルバム・チャートでは、2015年第37週・第38週ともにアイアン・メイデンの『魂の書〜ザ・ブック・オブ・ソウルズ〜』に1位獲得を阻まれて2週連続2位となり、合計17週にわたりトップ50入りした。ドイツのアルバム・チャートでは10位に達し、同国においてバンド初のトップ10入りを果たした。スイスでは2015年9月13日付のアルバム・チャートで11位を記録し、同国において初のトップ20入りを果たした。
ダン・ドラゴはAbout.comのレビューで5点満点中4.5点を付け「『アンダー・ザ・レッド・クラウド』は全体的に、トミ・ヨーツセン加入後としては最強の作品で、バンドが過去に発表した幾つかの傑作とも肩を並べる」と評している。また、レイ・ヴァン・ホーン・ジュニアはBlabbermouth.netのレビューで10点満点中8点を付け「トミ・ヨーツセンのグロウルのファンにとって、このアルバムは喜ばしいだろう」と評している。

## 収録曲
全曲とも作詞はペッカ・カイヌライネンによる。
1. アンダー・ザ・レッド・クラウド - Under the Red Cloud – 5:33
  - 作曲：サンテリ・カリオ
2. ザ・フォー・ワイズ・ワンズ - The Four Wise Ones – 4:40
  - 作曲：エサ・ホロパイネン
3. バッド・ブラッド - Bad Blood – 5:23
  - 作曲：サンテリ・カリオ
4. ザ・スカル - The Skull – 5:04
  - 作曲：トミ・コイヴサーリ
5. デス・オブ・ア・キング - Death of a King – 5:14
  - 作曲：サンテリ・カリオ
6. サクリファイス - Sacrifice – 3:56
  - 作曲：エサ・ホロパイネン
7. ダーク・パス - Dark Path – 5:08
  - 作曲：エサ・ホロパイネン
8. エネミー・アット・ザ・ゲイツ - Enemy at the Gates – 5:07
  - 作曲：エサ・ホロパイネン
9. トゥリー・オブ・エイジズ - Tree of Ages – 4:37
  - 作曲：サンテリ・カリオ
10. ホワイト・ナイト - White Night – 5:17
  - 作曲：エサ・ホロパイネン

### デラックス・エディション盤ボーナス・トラック
1. カム・ザ・スプリング - Come the Spring
  - 作曲：トミ・コイヴサーリ
2. ザ・ウィンド - The Wind
  - 作曲：サンテリ・カリオ

### デラックス・エディション盤ボーナス・ディスク
1. シェイズ・オブ・グレイ（ライヴ） - Shades of Gray
2. ナロウ・パス（ライヴ） - Narrow Path
3. スカイ・イズ・マイン（ライヴ） - Sky Is Mine
4. シルヴァー・ブライド（ライヴ） - Silver Bride
5. イントゥ・ハイディング（ライヴ） - Into Hiding
6. マイ・カンタレ（ライヴ） - My Kantele
7. ナイトバーズ・ソング（ライヴ） - Nightbird's Song
8. ホープレス・デイズ（ライヴ） - Hopeless Days
9. ハウス・オブ・スリープ（ライヴ） - House of Sleep

## 参加ミュージシャン
- トミ・ヨーツセン - ボーカル
- エサ・ホロパイネン - リードギター
- トミ・コイヴサーリ - リズムギター
- サンテリ・カリオ - キーボード
- ニクラス・エテレヴォリ - ベース
- ヤン・レックベルガー - ドラムス、パーカッション、ハーモニー・ボーカル

アディショナル・ミュージシャン
- アレア・スタンブリッジ - ボーカル(on #2, #6, #10)
- クリゲル・グランツマン - フルート、ホイッスル(on #2, #5, #9)
- マーティン・ロペス - パーカッション(on #5)
- イェンス・ボグレン - ハーモニー・ボーカル
- André Alvinzi - キーボード
- ジョン・フィリップス - オーケストレーション、ストリングス・アレンジ